# Main Event der World Series of Poker 2022
Das Main Event der World Series of Poker 2022 war das Hauptturnier der 53. Austragung der Poker-Weltmeisterschaft in Paradise am Las Vegas Strip. Es wurde vom 3. bis 16. Juli 2022 gespielt.

## Turnierstruktur

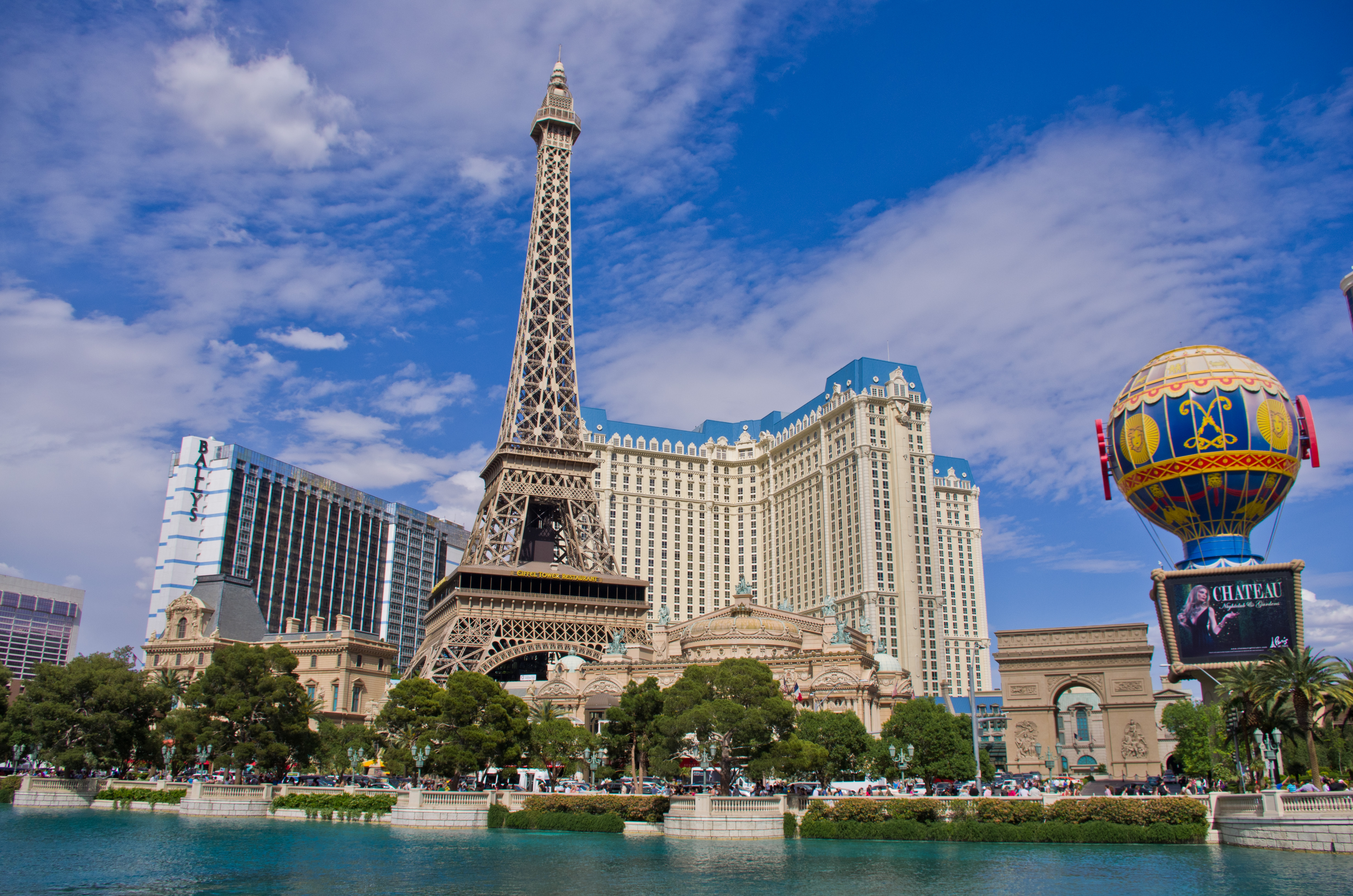
Bally’s (links) und Paris (Mitte) am Las Vegas Strip

Die Anmeldung des Hauptturniers der World Series of Poker in der Variante No Limit Hold’em war auf die vier Tage vom 3. bis 6. Juli 2022 verteilt, jedoch war es den Spielern erneut gestattet, erst am zweiten Turniertag in das Event zu starten. Das gesamte Turnier wurde erstmals im Bally’s Las Vegas und Paris Las Vegas am Las Vegas Strip ausgetragen. Die insgesamt 8663 Teilnehmer mussten ein Buy-in von je 10.000 US-Dollar zahlen, für sie gab es 1300 bezahlte Plätze. Als beste Frau belegte Efthymia Litsou den mit 323.100 US-Dollar dotierten 18. Platz.

## Übertragung
Die kostenpflichtige Streaming-Website PokerGO übertrug täglich mehrere Stunden des Turniers live. Auf YouTube war jeweils die erste Stunde der Übertragung frei abrufbar.

## Deutschsprachige Teilnehmer
Folgende deutschsprachige Teilnehmer konnten sich im Geld platzieren:
| Platz | Herkunft    | Spieler              | Preisgeld (in $) |
| ----- | ----------- | -------------------- | ---------------- |
| 0014  | Deutschland | Tom Kunze            | 410.000          |
| 0056  | Osterreich  | Roland Rokita        | 145.800          |
| 0075  | Deutschland | Koray Aldemir        | 101.700          |
| 0115  | Deutschland | Oliver Weis          | 062.500          |
| 0190  | Osterreich  | Stefan Reiser        | 053.900          |
| 0236  | Schweiz     | Christian Berg       | 046.800          |
| 0246  | Deutschland | Mauricio Pais        | 046.800          |
| 0274  | Deutschland | Nico Schubert        | 046.800          |
| 0275  | Deutschland | Maximilian Eberhardt | 046.800          |
| 0277  | Deutschland | Marius Pospiech      | 046.800          |
| 0284  | Deutschland | Rene Knapp           | 046.800          |
| 0303  | Deutschland | Martin Finger        | 040.900          |
| 0333  | Osterreich  | Roman Pumpernick     | 040.900          |
| 0336  | Deutschland | Max Altergott        | 040.900          |
| 0368  | Deutschland | Antun Topic          | 036.000          |
| 0370  | Osterreich  | Stefan Lehner        | 036.000          |
| 0375  | Deutschland | Giuseppe Vassallo    | 036.000          |
| 0387  | Deutschland | Milad Izadmousa      | 036.000          |
| 0435  | Osterreich  | Daniel Rezaei        | 031.900          |
| 0487  | Deutschland | Leonard Herrmann     | 028.400          |
| 0491  | Deutschland | Kai Munster          | 028.400          |
| 0493  | Deutschland | Manuel Fischer       | 028.400          |
| 0495  | Deutschland | Christian Rudolph    | 028.400          |
| 0574  | Deutschland | David Vedral         | 025.500          |
| 0594  | Deutschland | Leandro Bianchini    | 025.500          |
| 0616  | Deutschland | Leon Sturm           | 023.000          |
| 0631  | Deutschland | Feng Yu              | 023.000          |
| 0637  | Osterreich  | Ewald Rupp           | 023.000          |
| 0640  | Deutschland | Dirk Lünzer          | 023.000          |
| 0643  | Deutschland | Giuseppe Pantaleo    | 023.000          |
| 0672  | Deutschland | Moritz Reiner        | 021.000          |
| 0741  | Deutschland | Alexander Turyansky  | 021.000          |
| 0793  | Deutschland | Arne Kern            | 019.000          |
| 0829  | Osterreich  | Alain Medesan        | 019.000          |
| 0904  | Schweiz     | Ludovic Marguerat    | 017.000          |
| 0948  | Deutschland | Abraham Passet       | 017.000          |
| 0966  | Osterreich  | Dinesh Alt           | 017.000          |
| 0967  | Deutschland | Mathias Wessel       | 017.000          |
| 1019  | Deutschland | Michael Glöss        | 017.000          |
| 1045  | Deutschland | Patrice Brandt       | 017.000          |
| 1061  | Deutschland | Osman Ihlamur        | 017.000          |
| 1070  | Deutschland | Tobias Ziegler       | 017.000          |
| 1079  | Deutschland | Florian Kraft        | 017.000          |
| 1095  | Deutschland | Dennis Wilke         | 015.000          |
| 1128  | Osterreich  | Tim Van Loo          | 015.000          |
| 1169  | Schweiz     | Jorge Muozo          | 015.000          |
| 1206  | Deutschland | Christopher Pütz     | 015.000          |
| 1230  | Deutschland | Andreas Kniep        | 015.000          |
| 1244  | Deutschland | Sönke Jahn           | 015.000          |

## Finaltisch
Nachdem am siebten Turniertag am 13. Juli 2022 nach über 16 Stunden immer noch nicht die eigentlich anvisierten neun Spieler verblieben waren, entschied die Turnierleitung den Tag mit zehn Spielern zu beenden. Diese spielten am 15. und 16. Juli 2022 den Finaltisch aus. Als Chipleader starteten Espen Jørstad und Matthew Su mit jeweils 83,2 Millionen der rund 520 Millionen Chips im Spiel. Der Norweger Jørstad war zudem der einzige Braceletgewinner am Tisch. Nach dem ersten Finaltag verblieben noch drei Spieler, wobei Jørstad mehr als die Hälfte aller Chips besaß. Am finalen Tag entschied der Norweger das Turnier für sich und erhielt sein zweites Bracelet sowie den Hauptpreis von 10 Millionen US-Dollar.
| Platz | Herkunft               | Spieler             | Alter * | Preisgeld (in $) |
| ----- | ---------------------- | ------------------- | ------- | ---------------- |
| 1     | Norwegen               | Espen Jørstad       | 34      | 10.000.000       |
| 2     | Australien             | Adrian Attenborough | 28      | 06.000.000       |
| 3     | Argentinien            | Michael Duek        | 23      | 04.000.000       |
| 4     | Vereinigtes Konigreich | John Eames          | 33      | 03.000.000       |
| 5     | Kroatien               | Matija Dobrić       | 32      | 02.250.000       |
| 6     | Vereinigte Staaten     | Jeffrey Farnes      | 39      | 01.750.000       |
| 7     | Kanada                 | Aaron Duczak        | 40      | 01.350.000       |
| 8     | Vereinigtes Konigreich | Philippe Souki      | 33      | 01.075.000       |
| 9     | Vereinigte Staaten     | Matthew Su          | 34      | 00.850.675       |
| 10    | Vereinigte Staaten     | Asher Conniff       | 34      | 00.675.000       |